# Mysidia amarantha
Mysidia amarantha är en insektsart som beskrevs av Broomfield 1985. Mysidia amarantha ingår i släktet Mysidia och familjen Derbidae. Inga underarter finns listade i Catalogue of Life.